# ГЕС Zhǎixiàngkǒu
ГЕС Zhǎixiàngkǒu (窄巷口水电站) — гідроелектростанція у центральній частині Китаю в провінції Ґуйчжоу. Знаходячись між ГЕС Xiuwen (24 МВт, вище по течії) та ГЕС Hónglín, входить до складу каскаду на річці Māotiàohé, правій притоці Уцзян (великий правий доплив Янцзи).
В межах проекту річку перекрили бетонною арковою греблею висотою 55 метрів, довжиною 152 метра та шириною від 3 (по гребеню) до 9 (по основі) метрів, яка потребувала 51 тис. м3 матеріалу. Вона утримує водосховище з об'ємом 7,1 млн м3 (корисний об'єм 3,1 млн м3), в якому припустиме коливання рівня поверхні у операційному режимі між позначками 1082 та 1092 метра НРМ (під час повені рівень може зростати до 1097,7 метра НРМ, а об'єм — до 10,9 млн м3).
По тунелю з діаметром 5,5 метра ресурс подається до розташованого на правобережжі за півкілометра від греблі машинного залу. Тут на початку 1970-х встановили три турбіни типу Френсіс потужністю по 15 МВт, які використовували напір до 64 метрів (номінальний напір 47 метрів) та забезпечували виробництво 160 млн кВт-год електроенергії на рік. Наразі загальна потужність станції рахується на рівні 54 МВт.